# Primer ministro de Timor Oriental
El primer ministro de Timor Oriental es el jefe de Gobierno en Timor Oriental. El presidente es el jefe de Estado. El primer ministro es escogido por el partido político o la alianza de partidos políticos con mayoría en la legislatura nacional y formalmente es designado por el presidente. El primer ministro supervisa las actividades del gobierno y preside el Consejo de Ministros.

## Primeros ministros
Esta es una lista histórica de las personas que han ejercido como primer ministro de Timor Oriental.

### Timor Oriental durante Guerra para Independencia (1975-1978)
| Primer ministro | Primer ministro | Primer ministro                     | Inicio                  | Fin                    | Partido  | Parlamento Nacional Elecciones | Presidente (periodo) | Presidente (periodo)              |
| --------------- | --------------- | ----------------------------------- | ----------------------- | ---------------------- | -------- | ------------------------------ | -------------------- | --------------------------------- |
| 1               |                 | Nicolau dos Reis Lobato (1952-1978) | 28 de noviembre de 1975 | 7 de diciembre de 1975 | Fretilin | -                              |                      | Francisco Xavier do Amaral (1975) |

### República Democrática de Timor Oriental (2002-)
| Primer ministro | Primer ministro | Primer ministro             | Inicio                   | Fin                      | Partido       | Parlamento Nacional Elecciones | Presidente (periodo)           | Presidente (periodo)         |
| --------------- | --------------- | --------------------------- | ------------------------ | ------------------------ | ------------- | ------------------------------ | ------------------------------ | ---------------------------- |
| 1               |                 | Mari Alkatiri (1949-)       | 20 de mayo de 2002       | 26 de junio de 2006      | Fretilin      | 1.º 2001                       |                                | Xanana Gusmão (2002-2007)    |
| 2               |                 | José Ramos-Horta (1949-)    | 26 de junio de 2006      | 19 de mayo de 2007       | Independiente | 1.º 2001                       |                                | Xanana Gusmão (2002-2007)    |
| 3               |                 | Estanislau da Silva (1952-) | 19 de mayo de 2007       | 8 de agosto de 2007      | Fretilin      | 1.º 2001                       |                                | José Ramos-Horta (2007-2012) |
|                 |                 | Xanana Gusmão (1946-)       | 8 de agosto de 2007      | 16 de febrero de 2015    | CNRT          | 2.º 2007 3.º 2012              |                                | José Ramos-Horta (2007-2012) |
| 4               |                 | Xanana Gusmão (1946-)       | 8 de agosto de 2007      | 16 de febrero de 2015    | CNRT          | 2.º 2007 3.º 2012              | Taur Matan Ruak (2012-2017)    |                              |
| 5               |                 | Rui Maria de Araújo (1964-) | 16 de febrero de 2015    | 15 de septiembre de 2017 | Fretilin      | 2.º 2007 3.º 2012              | Taur Matan Ruak (2012-2017)    |                              |
|                 |                 | Rui Maria de Araújo (1964-) | 16 de febrero de 2015    | 15 de septiembre de 2017 | Fretilin      | 2.º 2007 3.º 2012              | Francisco Guterres (2017-2022) |                              |
| 6               |                 | Mari Alkatiri (1949-)       | 15 de septiembre de 2017 | 22 de junio de 2018      | Fretilin      | 4.º 2017                       |                                |                              |
| 7               |                 | Taur Matan Ruak (1956-)     | 22 de junio de 2018      | 1 de julio de 2023       | PLP           | 5.º 2018                       |                                |                              |
| 8               |                 | Xanana Gusmão (1946-)       | 1 de julio de 2023       | Presente                 | CNRT          | 6.º 2023                       |                                | José Ramos Horta (2022-)     |